# Acar (Name)
Acar (ˈadʒaɾ) ist ein männlicher und weiblicher Vorname sowie Familienname.

## Herkunft und Bedeutung
Acar ist ein türkischer sowie kurdischer Name. Übersetzt bedeutet er „der/die Starke“.

## Varianten
- Acaralp
- Acarbay
- Acarer
- Acarkan
- Acarman
- Acaröz
- Acarsoy

## Namensträger

### Familienname
- Cihan Acar (* 1986), deutsch-türkischer Jurist und Schriftsteller
- Çiçek Acar (* 1981), türkische Schauspielerin
- Hasan Acar (* 1994), türkischer Fußballspieler
- Hasan Ali Acar (* 1985), türkischer Fußballspieler
- İhsan Acar (* 1975), türkischer Autor
- Jacques F. Acar (1931–2020), französischer Mediziner und Mikrobiologe
- Jacques Acar (Comicautor) (1937–1976), belgischer Comicautor
- Mehmet Sirri Acar (* 1966), deutscher Politiker (SPD)
- Mustafa Acar (* 1969), deutscher Politologe und Fachbuchautor
- Numan Acar (* 1974), deutscher Schauspieler und Filmproduzent
- Onur Acar (* 1983), türkischer Fußballspieler
- Sırrı Acar (* 1943), türkischer Ringer
- Timur Acar (* 1979), türkischer Schauspieler
- Tolgahan Acar (* 1986), türkischer Fußballspieler
- Tunay Acar (* 1989), türkischer Fußballspieler
- Veli Acar (* 1981), türkischer Fußballspieler
- Yeliz Açar (* 1997), aserbaidschanische Fußballnationalspielerin